# Parque nacional Katon-Karagai
El parque nacional Katon-Karagai (en kazajo: Катонқараға́й мемлекетті́к ұлтты́қ табиғи́ паркі́, romanizado: Katonqarağai memlekettık ūlttyq tabiği parkı) es el parque nacional más grande de Kazajistán, ubicado en el extremo oriental del país, en las montañas del sur del macizo de Altái. El parque ocupa el lado oeste de la «X», formada por las fronteras de Kazajistán, Rusia, China y Mongolia. El pico más alto de Siberia (la montaña Beluja, 4506 m) se encuentra en la frontera rusa, en la cordillera Katun. El parque está situado en el distrito de Katonkaragay de la provincia de Kazajistán Oriental, a 1000 kilómetros al sureste de la capital del país Astaná.
El parque fue creado el 1 de junio de 2001 y en 2011 fue incluido en el parque transnacional «Altái» junto con Rusia. En 2014, fue incluido en la nueva «Reserva de la Biosfera Katon-Karagai», del programa de la Unesco, Hombre y Biosfera.

## Topografía
Situado en las laderas de las montañas del sur de Altái, el parque es montañoso y glaciar, con altitudes que a menudo superan los 3000 m s. n. m. (metros sobre el nivel del mar). El parque limita al norte con la República de Altái (Rusia), al sureste con China, al oeste con el río Farpusnaya y al sur con las vertientes norte de las cordilleras Sarimsakti y Tarbagatai de las montañas del sur de Altái. El 34% del parque está cubierto de bosques y el resto son praderas de montaña o laderas rocosas y glaciares. Las laderas son pronunciadas, con terreno formado por los glaciares: valles en forma de artesa, circos y morrenas.
Los ríos alimentados por glaciares son empinados y de curso rápido. Las cataratas Kokkol, de 80 metros, son las más grandes de las montañas de Altái.

## Clima y ecorregión
El parque se extiende a lo largo de las ecorregiones de tundra y prados alpinos del Altáiy estepa y semidesierto del Altái. Estas ecorregiones exhiben las zonas de vegetación altitudinal completas desde la estepa hasta la tundra alpina y exhiben una biodiversidad muy alta porque se encuentran en la división biogeográfica entre Siberia al norte y los fríos desiertos de Asia Central al sur.
El clima característico de la zona, varía dependiendo de la altitud, así en altitudes medias el clima es continental húmedo, subtipo de verano fresco  (clasificación climática de Köppen (Dfb). Mientras que por encima del límite de los bosques el clima es polar (clasificación climática de Köppen (ET). Los patrones de precipitación se ven afectados por el terreno montañoso y la zonificación provocada por l altitud; las elevaciones más bajas promedian 386 mm de precipitación por año (máxima en verano). La temperatura promedio oscila entre −26 °C (−14,8 °F) en enero y 9,5 °C (49,1 °F) en julio.

## Flora y fauna

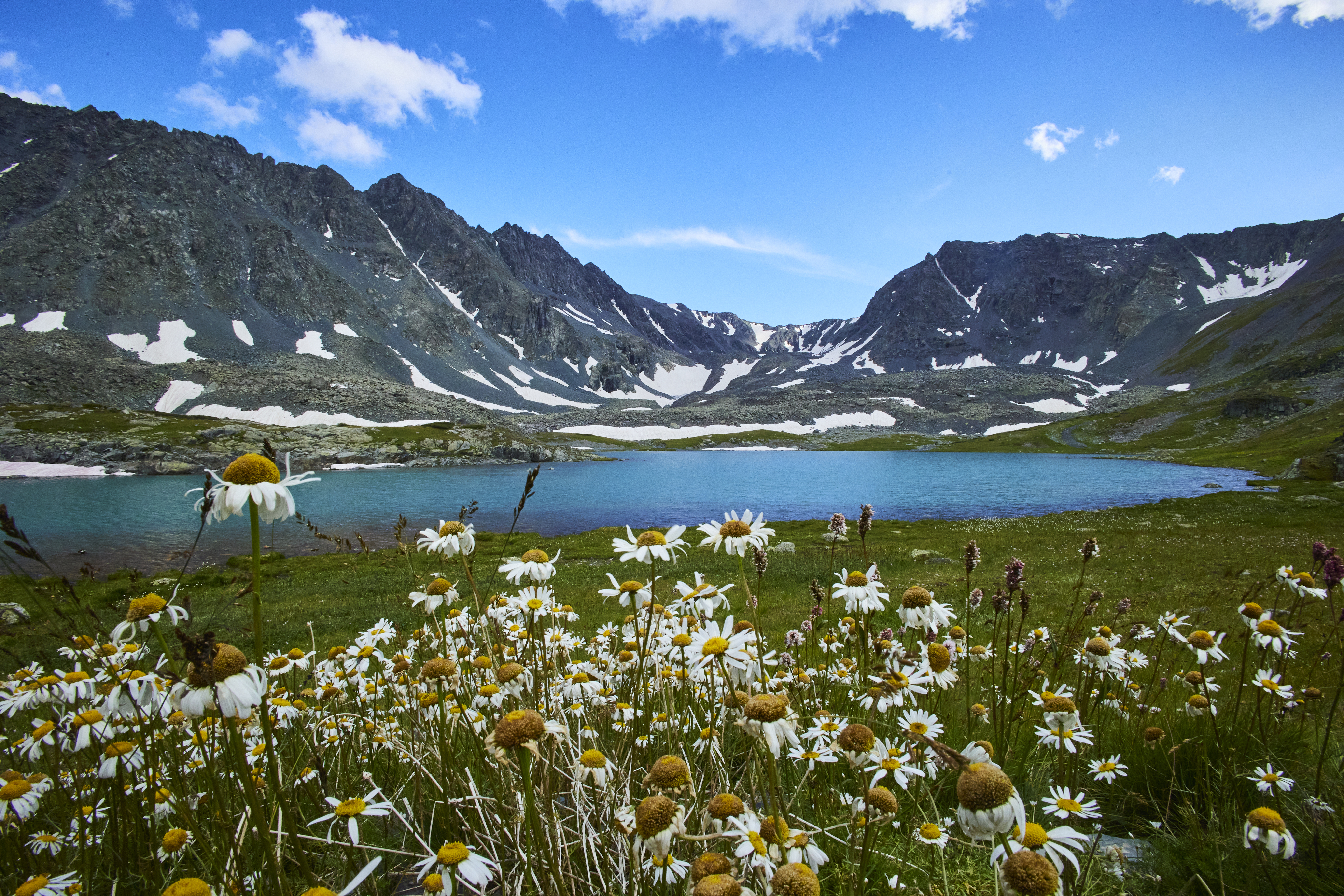
Vista del parque en primavera

La vegetación se distribuye en cuatro zonas dependiendo de la altitud:
- La zona de las nieves perpetuas, situado a elevaciones de 2800 metros o más, alberga pequeñas comunidades de líquenes y vegetación alpina como la prímula y el ranúnculo de Altái en las grietas y bordes rocosos de campos nevados y glaciares.
- El cinturón montañoso de la tundra se extiende desde los 2100 metros hasta los 2800 metros. Presenta musgos y líquenes en las piedras, arbustos y tundra cubierta de hierba, incluidos el pasto azul del Altái y la madreselva.
- La zona de bosques subalpinos y praderas de montaña se extiende entre los 1200 y 2300 metros. Los árboles más comunes son el pino siberiano, el alerce y el abedul. Los prados están cubiertos de hierbas, juncos y arándanos.
- La zona montaña-bosque, pradera-estepa se encuentra por debajo de los 1200 metros. En este nivel se pueden encontrar bosques de abedules, alerces y álamos, y extensas zonas de hierbas y arbustos.[1]

En la zona del parque los científicos han registrado la presencia de 363 especies de vertebrados: 284 aves, 65 mamíferos, 6 reptiles, 2 anfibios y 6 especies de peces. Los mamíferos más comunes incluyen la musaraña común y de tundra, el lobo, el zorro, el corzo y el oso pardo.
En enero de 2021, una cámara trampa situada en el parque nacional capturó un vídeo de un raro leopardo de las nieves (Panthera uncia).

## Turismo
Hay alojamientos para visitantes en los asentamientos cercanos. El 24% del parque (1512 km2) está clasificado como reserva natural estricta, el otro 76% (4922 km2) está destinado a actividades de recreación, estudios científicos y se permite una actividad económica restringida.